# Mira Korošec (sopranistica)
Mira Korošec  (Sisak, 4. rujna 1882. − Split, 4. lipnja 1963.) je hrvatska operna pjevačica, dramska sopranistica. Bila je prvakinja Opere Kraljevskog zemaljskog hrvatskog kazališta u Zagrebu.